# Medaille voor Verdienste in de Kunst
De Medaille voor Verdienste in de Kunst (Duits "Medaille für Verdienste um die Kunst") was een onderscheiding van het Groothertogdom Oldenburg. De eerste medaille, het gaat om medailles en niet om een ridderorde zoals abusievelijk bij Maximilian Gritzner wordt vermeld, werd in 1878 door Nicolaas Frederik Peter van Oldenburg ingesteld. In de periode tot de val van de Oldenburgse monarchie en het opheffen van de medaille door de regering van de Vrijstaat Oldenburg in 1918 kreeg de medaille de volgende uitvoeringen en graden.
- De Gouden Medaille voor Verdienste in de Kunst 1878 - 1903
- De Gouden Medaille voor Verdienste in de Kunst 1903 - 1918

Deze medaille was niet langer van massief goud maar werd in verguld zilver uitgereikt.
- De Zilveren Medaille voor Verdienste in de Kunst 1878 - 1918
- De Grote Gouden Medaille voor Verdienste in de Kunst der Eerste Klasse 1901 - 1918
- De Grote Gouden Medaille voor Verdienste in de Kunst der Tweede Klasse 1901 - 1918[3]

Alleen de eerste medaille was werkelijk van goud, de andere en latere medailles waren van verguld zilver of zilver.
De medailles waren rond en op de voorzijde was de stichter, Groothertog Nicolaas Frederik Peter van Oldenburg ,met bril, afgebeeld. Het randschrift luidt "NICOL. FRIEDR. PETER GROSSHERZOG V. OLDENBURG".
Op de keerzijde staat binnen een krans van kleine sterren "FÜR VERDIENSTE IN DIE KUNST".